# Saint-Georges-en-Couzan
Saint-Georges-en-Couzan är en kommun i departementet Loire i regionen Auvergne-Rhône-Alpes i centrala Frankrike. Kommunen ligger i kantonen Saint-Georges-en-Couzan som tillhör arrondissementet Montbrison. År 2022 hade Saint-Georges-en-Couzan 415 invånare.

## Befolkningsutveckling
Antalet invånare i kommunen Saint-Georges-en-Couzan
| Referens: INSEE |